# Zaretis vulpecula
Zaretis vulpecula är en fjärilsart som beskrevs av Hans Fruhstorfer 1909. Zaretis vulpecula ingår i släktet Zaretis och familjen praktfjärilar. Inga underarter finns listade i Catalogue of Life.